# Amiguinhos
O Amiguinhos .com foi uma comunidade Portuguesa na internet onde é possível fazer amigos, marcar encontros ou encontrar uma pessoa para um relacionamento amoroso.

## História
O Amiguinhos.com foi lançado no dia 25 de Abril de 2002 na Universidade de Engenharia do Porto, por três estudantes do curso de Informática.
O objectivo  foi criar uma comunidade online para dar oportunidade a todos os utilizadores de encontrar novas pessoas e alargar o seu círculo de amiguinhos.
Pouco depois do lançamento do site do Amiguinhos.com foi iniciada uma parceria com a PortugalMail que durou cerca de um ano e meio. O Amiguinhos.com passou a fazer parte do portal da PortugalMail, mas o desenvolvimento e manutenção do site continuaram a ser feitos pelos fundadores do Amiguinhos.com.
Em 2004 esta parceria terminou e o Amiguinhos.com voltou a navegar sozinho na internet, continuando a crescer e a juntar pessoas de todo o país e também de comunidades portuguesas no estrangeiro.
O Amiguinhos.com destaca-se de projectos semelhantes não só por ter sido a primeira rede do género criada em Portugal, mas também pelo facto de continuar a ser desenvolvido pelas mesmas pessoas que o criaram.
Contudo, neste momento ambos os url encontram-se offline.

### Nova fase do Amiguinhos.com
Em Dezembro de 2007 o Amiguinhos.com lançou o seu novo site, sendo esta a maior transformação desde a sua criação em 2002. A plataforma do site foi criada de raiz de forma a poder suportar o crescente número de utilizadores e foi dado um novo fôlego á imagem do site. Com este lançamento os utilizadores ganharam um site com uma performance superior e também novas funcionalidades.

### Nova funcionalidade dechat
No início de 2008 o Amiguinhos.com lançou a nova funcionalidade de chat.
Esta funcionalidade permitiu aos utilizadores estabelecer uma comunicação rápida com centenas de utilizadores online, em tempo real, equiparando este site com outros semelhantes no mercado Português.
Numa altura em que a segurança na internet passou a ter uma grande importância na forma como os utilizadores usam a internet, o chat em tempo real do Amiguinhos.com permite aos seus utilizadores comunicar com mais segurança, já que não necessitam de partilhar o seu email pessoal com o outro.

### Término
Entretanto, possivelmente devido à concorrência do Facebook e do Hi5, deixou de ser rentável e foi desactivado.

## Funcionalidades
- Criar um perfil pessoal
- Upload de fotos pessoais ilimitadas
- Chat com outros utilizadores ligados
- Pesquisa de utilizadores
- Pesquisa de utilizadores utilizando  tags
- Ler e enviar mensagens aos utilizadores
- Marcar outros utilizadores como favoritos
- Verificar quem adicionou como favorito o perfil pessoal
- Escrever notas pessoais sobre outros utilizadores do site
- Verificar quem visitou o perfil pessoal
- Convidar contactos pessoais

O objectivo principal do site é oferecer aos utilizadores ferramentas eficazes para poderem partilhar ideias, procurar novas amizades ou encontrar alguém para uma relação amorosa.